# Rajko Rotman
Rajko Rotman (Maribor, 19 marzo 1989) è un calciatore sloveno, centrocampista dell'Heiligenkreuz.

## Carriera

### Club
Ha giocato nella massima serie slovena con l'Aluminij e il Rudar Velenje.

### Nazionale
Il 4 giugno 2014 ha esordito con la nazionale slovena nell'amichevole Uruguay-Slovenia (2-0).

## Palmarès

### Club

#### Competizioni nazionali
- Druga slovenska nogometna liga: 1

Aluminij: 2010-2011